# Tillakaratne Dilshan
Tillakaratne Dilshan (* 14. Oktober 1976 in Kalutara, Sri Lanka) ist ein ehemaliger sri-lankischer Cricketspieler der als All-rounder zwischen 1999 und 2016 in der sri-lankischen Nationalmannschaft spielte und zwischen 2011 und 2012 ihr Kapitän war. Mit dem sri-lankischen Team gewann der den ICC World Twenty20 2014 und konnte für das Finale des Cricket World Cup 2007, Cricket World Cup 2011 und ICC World Twenty20 2012 qualifizieren. Er war bekannt als innovativer und aggressiver Batsman, exzellenter Feldspieler, und auch teilweise als Wicket-Keeper im Einsatz. Seinen Rücktritt vom internationalen Cricket verkündete er 2016.

## Kindheit und Ausbildung
Dilshan wurde in Kalutara als Sohn eines malayischen Vaters und einer singhalesischen Mitter geboren. Seine Schulausbildung absolvierte er an der Kalutara Vidyalaya National School. Er wuchs unter dem Namen „Tuwan Mohammad Dilshan“ als Muslim auf, wechselte jedoch mit 16, nachdem sich seine Eltern getrennt hatten, seinen Namen und seine Religion zum Buddhismus.

## Zeit als Aktiver

### Beginn der Internationalen Karriere
Sein Debüt im internationalen Cricket gab Dilshan bei der Tour in Simbabwe in der Saison 1999/2000. In seinem ersten Test erzielte er 9 Runs. Im zweiten Test der Serie konnte er mit 163* sein erstes Century erzielen. Auch absolvierte er auf dieser Tour sein erstes One-Day International. Jedoch gelang es ihm zunächst nicht fest im Team zu etablieren. Er wurde für die Touren in Pakistan, Südafrika und gegen England nominiert, wurde dann jedoch nach der Saison 2000/01 auf Grund durchschnittlicher Leistungen aus dem Test-Kader genommen. In 2002 und 2003 bestritt er nur vereinzelte ODIs für die Nationalmannschaft. Unter anderem wurde er für die ICC Champions Trophy 2002 nominiert, bestritt dort jedoch kein Spiel.
Es dauerte bis Dezember 2003, bis er wieder im Test-Team stand. Gegen England begann er im ersten Test im zweiten Innings mit seinem zweiten Test-Century (100 Runs), nachdem er im ersten ein Half-Century erzielte (63 Runs). Ein weiteres Half-Century (83 Runs) im letzten Test etablierte ihm im Team. Bei der nächsten Tour gegen Australien im Februar 2004 wurde er wieder nominiert und erzielte abermals ein Century (104 Runs). Für die weiteren Touren des Jahres 2004 wurde er zwar nominiert und eingesetzt, konnte dort jedoch keine hohe Runzahlen erzielen. Dies änderte sich erst wieder im September 2005, als er gegen Bangladesch ein Half-Century (86 Runs) im ersten und ein Century (168 Runs) im zweiten Test erzielte.

### Etablierung im Nationalteam
Im folgenden Winter spielte er eine Tour gegen Indien, in der er eine abgeklärte Leistung zeigte, die sich dadurch ausdrückte, dass er nun schon über einen längeren Zeitraum konsistente Run-Zahlen erzielte. Im heimischen Cricket konnte er mit Bloomfield C&AC die nationale List-A Meisterschaft gewinnen, wobei er im Finale gegen Nondescripts CC ein Century mit 107 Runs erzielte. Sein erstes ODI-Century erzielte er im Sommer 2006 mit 117* Runs bei einem ODI gegen die Niederlande, als Sri Lanka einen Weltrekord für die höchste erzielte Runzahl in einem ODI erzielte und er neben Sanath Jayasuriya der wichtigste Run-Scorer war. Das ODI fand im Anschluss der Tour in England statt auf der er nur durchschnittliche Leistungen zeigte. Auch spielte er auf der Tour sein erstes Twenty20-International. Im Herbst wurde Dilshan für die ICC Champions Trophy 2006 nominiert, konnte dort jedoch kaum zum Teamergebnis Beitragen und so schied Sri Lanka nach erfolgreicher Qualifikation in der Vorrunde aus.
Im Februar 2007 wurde er für den Cricket World Cup 2007 nominiert. Dort konnte Dilshan vor allem durch sein Fielding überzeugen und auch seine Bowlingleistungen waren bezüglich dem limitieren der gegnerischen Runs erfolgreich. Sri Lanka schaffte es so ins Finale, in dem es Australien unterlag.
Das verbliebene Jahr 2007 zeichnete sich dadurch aus, dass er zunächst nicht mehr für das Test-Team für eine Tour in Australien nominiert wurde und dann als Kapitän im A-Team eine Tour in Simbabwe anführte. Auch auf der folgenden Tour gegen England war er zunächst auf das Anführen der Mannschaften in Tour Matches beschränkt und spielte so eine herausragende Saison im nationalen List-A-Wettbewerb. Daraufhin wurde er jedoch für den letzten Test gegen England nominiert und erzielte dort 84 Runs. In der ersten Saison der Indian Premier League spielte er für die Delhi Daredevils, mit denen er das Halbfinale erreichte.

### Aufstieg zum Twent20-Kapitän
Von dort an war Dilshan wieder Teil des Test-Teams, auch wenn er um seinen Platz kämpfen musste. Im Sommer 2008 gegen Indien erzielte er im ersten Test, nachdem er fast schon nach einem Run ausgeschieden wäre und erst durch ein Review im Spiel bleiben durfte ein Century mit 125* Runs. Auch fiel er bei der Serie durch hohes Engagement beim Fielding auf. In einem Vier-Nationen-Turnier in Kanada im Oktober 2008 übernahm er die Vizekapitäns des Twenty20-Teams und spielte als Wicket-Keeper.
Eine seiner herausragendsten Leistungen im Test-Cricket erzielte er beim zweiten Test auf der Tour in Bangladesch in der Saison 2008/09. Nicht nur gelangen ihm im ersten (162 Runs) und zweiten Innings (143 Runs) jeweils ein Century, er erzielte auch mit 4 Wickets für 10 Runs im zweiten Innings sein bestes Karriereergebnis als Bowler. Daraufhin wurde er auch wieder für das ODI-Team nominiert und spielte in Pakistan anders als sonst, wo er im Team die Nummer 6 übernahm nun als Eröffnungs-Batsman. Im dritten ODI der Serie konnte er mit 137* ein Century erzielen. Diese Leistung bestätigte ihm auf der neuen Position.
Im Twenty20 übernahm er nun die Rolle des Kapitäns und spielte in diesem Format auch gegen Indien die Wicket-Keeper-Rolle. Gegen Pakistan erzielte er beim zweiten Test am ersten Tag mit 145 Runs ein weiteres Century. Das Spiel wurde am dritten Tag auf Grund des Anschlags auf das sri-lankische Team abgebrochen, bei dem Dilshan unverletzt blieb. Er wurde im Nachhinein von sri-lankas Assistenztrainer Paul Farbrace hervorgehoben, da er auf dem Vordersitz sitzend dem Fahrer trotz Beschuss Navigationsanweisungen gab die dem Van die Flucht aus der Gefahrensituation ermöglichte.

### Gewinn des World Twenty20 und deren Folgen
Nachdem er mit den Delhi Daredevils abermals das Halbfinale der Indian Premier League erreicht hatte, stand der ICC World Twenty20 2009, der in England ausgetragen wurde, an. In der Vorrunde erzielte er gegen Australien (53 Runs) und die West Indies (74 Runs) jeweils ein Half-Century. In der Super 8 Runde gelangen ihm 46 Runs gegen Pakistan und 48 Runs gegen Neuseeland, schied jedoch gegen Irland ohne einen Run zu erzielen aus. Damit führte er Sri Lanka ins Halbfinale, wo er gegen die West Indies mit 96 Runs die beste Leistung des Turniers erzielte und Sri Lanka ins Finale führte. Dort jedoch schied er im ersten Over ohne Runs aus und Sri Lanka verlor das Finale. Mit dieser Leistung war er nicht nur der Top-Scorer des Turniers und wurde als Spieler des Turniers ausgezeichnet, sondern bestimmte durch seinen Spielstil die Berichterstattung. Grund war hierfür der erstmals von ihm gezeigte und nach ihm benannte Dil Scoop, bei dem er den Ball über seinen eigenen Kopf hinweg über den Wicket-Keeper hinweg hob.
In der Folge erzielte Dilshan zahlreiche Centuries. Im August gegen Neuseeland erzielte er im ersten Test im ersten Innings 92 Runs, bevor er im zweiten 123* erreichte. Bei der anschließenden ICC Champions Trophy 2009 konnte er nur im ersten Spiel gegen Südafrika überzeugen, als er 106 Runs erzielte. In den beiden anderen Vorrundenspielen war er weniger erfolgreich und Sri Lanka verlor diese Begegnungen und schied aus. Im November und Dezember reiste Sri Lanka nach Indien. Dort erzielte er im ersten Test (112 Runs) und im dritten Test (109 Runs). Dabei hatte er sich nach dem ersten Test beim Fußballspielen im Training die Nase gebrochen. In den ersten beiden ODIs der Tour erzielte er mit 160 bzw. 123 Runs ebenfalls zwei Centuries. Aufregung gab es während der Tour da sich Dilshan mit anderen sri-lankischen Spielern eines Abends dem Sicherheitspersonal entzogen hatte um sich für eine Party abzusetzen. Gegen Bangladesch erzielte er bei einem Drei-Nationen-Turnier zu Beginn des Jahres 2010 ein weiteres ODI-Century (104 Runs). In der Folge bekam er zahlreiche Angebote für nationale Twenty20-Ligen, beispielsweise für New South Wales und Sussex, wobei beide Engagements nicht zustande kamen da der sri-lankische Verband die Freigabe verweigerte, damit er sich auf die Vorbereitungen für den Cricket World Cup 2011 mit dem Nationalteam konzentrierte.

### Der Weg zum Kapitän in allen Formaten
Stattdessen spielt er bei einem Drei-Nationen-Turnier in Simbabwe erstmals als Kapitän des ODI-Teams da sowohl Kumar Sangakkara als auch Mahela Jayawardene geschont wurden. Er führte das Team zum Sieg und erzielte im Finale gegen Simbabwe ein Century über 108* Runs. In einem weiteren Drei-Nationen-Turnier, dieses Mal daheim in Sri Lanka konnte er sich mit dem Team ebenfalls durchsetzen und erzielte im Finale gegen Indien ein Century über 110 Runs. Bis zur Weltmeisterschaft im Februar 2011 konnte er keine größeren Spielstände mehr erzielen.
Bei der Weltmeisterschaft erzielte er zum Auftakt gegen Kanada ein Fifty (50 Runs). In den weiteren Vorrundenspielen kamen unter anderem 41 Runs gegen Pakistan und 44 Runs gegen Kenia hinzu sowie ein Century über 144 Runs gegen Simbabwe. Gegen letztere konnte er auch 4 Wickets für 4 Runs erzielen, seinem besten ODI-Bowling-Ergebnis seiner Karriere. Im Viertelfinale gegen England leistete er einen wichtigen Beitrag, als er die Vorlage aus dem englischen Innings von 229 zusammen mit Upul Tharanga alleinig erspielte und dabei mit 108* Runs ein Century erzielte. Auch im Halbfinale war er mit 73 Runs der wichtigste Run-Scorer gegen Neuseeland und verhalf Sri Lanka so zum Finaleinzug. Im Finale erzielte er 33 Runs, was jedoch nicht reichte, um gegen Indien zu bestehen. Er wurde für seine Leistung, als Batsman, Bowler und im Feld hervorgehoben und vom ICC als Eröffnungs-Batsman in die Mannschaft des Turniers gewählt.

### Alleiniger Kapitän der Nationalmannschaft

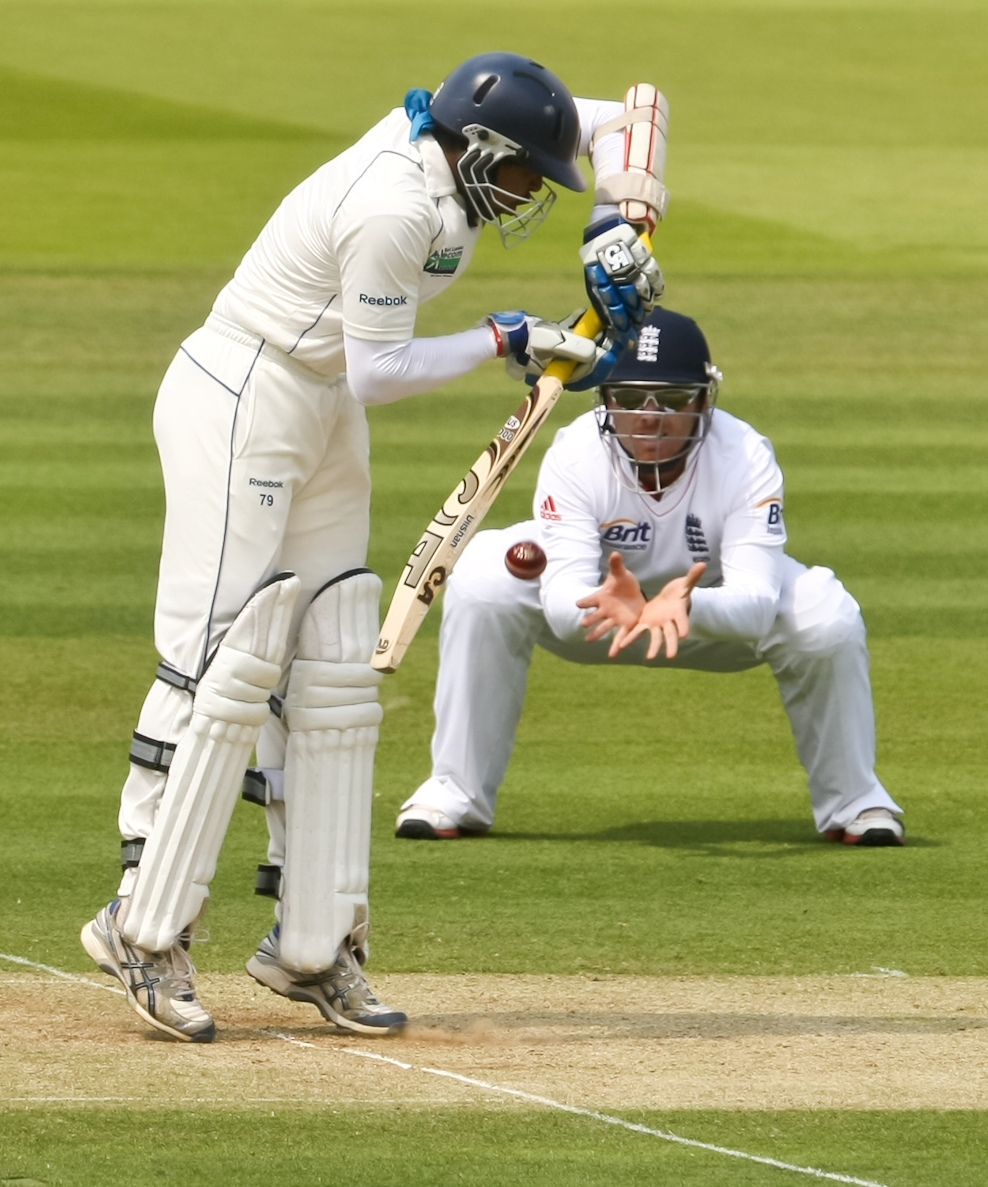
Dilshan als Batsman in England in 2011

Nach dem Turnier traten der bisherige Kapitän Kumar Sangakkara und sein Vize Mahela Jayawardene von ihren Posten zurück und Dilshan wurde zum Kapitän der sri-lankischen Nationalmannschaft in allen Formaten ernannt. Sein erster Einsatz in der neuen Position erfolgte auf einer Tour in England, für die er frühzeitig von der Indian Premier League 2011 abreisen musste, in der er mittlerweile für die Royal Challengers Bangalore spielte. Im zweiten Test der Serie im Lord’s konnte er mit 193 Runs ein Century erzielen, das jedoch nicht zum Sieg reichte. So verlor Sri Lanka die Serie 1–0 und auch die ODI-Serie ging mit 3–2 verloren, bei der Dilshan nur einstellige Run-Scores erzielte. Lediglich das Twenty20 konnte Sri Lanka für sich entscheiden. Dennoch wurde er auch auf der folgenden Tour gegen Australien als Kapitän aufgestellt. Wieder verlor Sri Lanka unter seiner Führung die ODI-Serie 3–2 und die Test-Serie 1–0. In den Tests waren 83 Runs im dritten Test sein bestes Ergebnis und in den ODIs konnte er nur im dritten Spiel ein Fifty (55 Runs) erzielen. Die beiden Twenty20s konnte Sri Lanka jedoch für sich entscheiden, wobei er im ersten mit 104* Runs sein erstes und einziges Twenty20-Century erzielte.
Die Saison 2011/12 begann mit einer Tour gegen Pakistan in den Vereinigten Arabischen Emiraten, der ersten zwischen den beiden Mannschaften, nachdem die vorige drei Jahre zuvor auf Grund der Anschläge hatte abgebrochen werden müssen. Abermals verlor Sri Lanka die Test- und ODI-Serie und auch das Twenty20 ging verloren. Dilshan konnte hier jeweils ein Fifty (92 Runs im 3. Test und 64 Runs im 3. ODI) in den beiden Serien erzielen. Während dieser Zeit hatte der sri-lankische Verband Probleme, seine Spieler zu bezahlen, und Dilshan vertrat die Spieler in den Verhandlungen, dennoch Gehaltszahlungen zu erhalten. In der Folge spielte Sri Lanka eine Tour in Südafrika, und wie in den Touren zuvor verlor Sri Lanka die Test- und ODI-Serien, wobei beim zweiten Test Sri Lanka der erste Sieg bei einem Test in Südafrika gelang. Dilshan versuchte sich selbst als Bowler einzusetzen, wenn den etablierten Bowlern keine Wickets gelangen, was jedoch kaum funktionierte. Auch waren seine Leistungen als Batsman abermals nicht ausreichend, um dem Team Impulse zu geben, und so kam es in den heimischen Medien zu Forderungen nach seiner Ablösung. Daraufhin trat Dilshan direkt nach der Tour vom Kapitänsamt zurück, ohne eine Test- oder ODI-Tour gewonnen zu haben. Sein Nachfolger wurde Mahela Jayawardene.

### Rücktritt vom Test-Cricket
Der erste Einsatz nach seinem Rücktritt erfolgte bei einem Drei-Nationen-Turnier in Australien, bei dem er in der Vorrunde gegen Indien (160* Runs) und im zweiten Finale gegen Australien (106 Runs) ein Century erzielte. Bei der anschließenden Test-Serie gegen England war seine bemerkenswerteste Leistung das erzielen von drei Wickets für 116 Runs im zweiten Test. In diesem Test erhielt er auch eine Geldstrafe für übermäßiges Appellieren an die Umpires. Besser für ihn als Batsman lief es dann wieder bei der folgenden Tour gegen Pakistan. Er erzielte im zweiten ODI ein Century von 119* Runs, ebenso zwei Centuries (101 und 121 Runs) in der Test-Serie.
Im September folgte der ICC World Twenty20 2012 auf heimischen Boden. Dilshans wichtigster Beitrag erfolgte im ersten Spiel der Super 8 Runde gegen Neuseeland, als er 76 Runs erzielte, was Sri Lanka half ein Unentschieden zu erreichen. Auch gelang ihm im anschließenden Super Over der entscheidende Fang eines Balls von Martin Guptil an der Spielfeldbegrenzung, die Sri Lanka dann zum Sieg verhalf. Auch im Halbfinale hatte er mit 35 Runs großen Anteil daran, dass Sri Lanka sich gegen Pakistan durchsetzen konnte und für das Finale qualifizierte. Dort jedoch schied er gegen die West Indies mit 0 Runs nach drei Bällen aus und Sri Lanka verlor das Spiel mit 36 Runs.
Nach dem Turnier verblieb Neuseeland für eine Tour in Sri Lanka. Dilshan erzielte im dritten ODI ein Century über 102* Runs, vor dem er sich Rückenprobleme zuzog. Diese verhinderten das spielen der weiteren ODIs und auch einen der beiden Tests. Daraufhin reiste er mit der Mannschaft nach Australien und Dilshan ließ verlauten, dass es eventuell seine letzte Test-Serie sein könnte. Im ersten Test mit erreichte er mit 147 Runs ein Century, konnte aber abseits davon nur zwei Fifties in den ODIs erzielen. Seine letzten Tests bestritt er dann auf der folgenden Tour gegen Bangladesch, auch wenn er seinen Rücktritt erst ein halbes Jahr später offiziell verkündete. Im ersten gelang ihm mit 126 Runs ein von acht Centuries die in diesem Spiel erzielt wurden. Es war sein 16. und letztes Test-Century seiner Karriere. In der anschließend gespielten ODI-Serie erzielte er zwei Centuries, im ersten ODI über 113* Runs und im dritten ODI über 125 Runs.

### Konzentration auf kurze Formate
Bei der ICC Champions Trophy 2013 in England hatte er nur geringen Einfluss auf den Halbfinaleinzug der Mannschaft. In diesem musste er verletzt sein Innings abbrechen und es wurde eine Wadenverletzung bei ihm diagnostiziert, die ihn für sechs Wochen und damit für ein anschließendes Drei-Nationen-Turnier in den West Indies ausfallen ließ. Gegen Südafrika war er im Juli 2013 wieder mit dabei und konnte im 4. ODI mit 115* Runs ein Century erzielen und im 5. scheiterte er daran knapp mit 99 Runs und verhalf so Sri Lanka zum Seriengewinn. Diese Leistung zeigte auch eine Änderung in seinem Spielstil, die nun weniger von riskanten und spektakulären Schlägen geprägt war, sondern von einem mehr kontrollierterem Spiel. Auch im letzten Twenty20 der Tour hatte er mit 74* erheblichen Anteil am einzigen Sieg Sri Lankas in der Serie.
In der Folge spielte er weiterhin in der Nationalmannschaft, ließ sich aber auch für immer mehr Franchises verpflichten, um in den nationalen Twenty20-Ligen zu spielen. So spielte er in der neugegründeten Caribbean Premier League für die Guyana Amazon Warriors und hatte bei der ersten Ausgabe erheblichen Anteil an ihrem Finaleinzug. In der australischen Big Bash League wurde er durch die Sydney Thunder verpflichtet und konnte dort zumindest beim einzigen Sieg der Saison gegen die Melbourne Renegades einen wichtigen Anteil leisten. Bei der Tour in Bangladesch spielte er in den ersten beiden ODIs nur schwach und verletzte sich dabei an der Hand und fiel somit für das letzte Spiel aus.
Für den ICC World Twenty20 2014 war er wieder Einsatzbereit und war dort für Sri Lanka, die das Turnier gewinnen konnten der zweitwichtigste Run-Scorer. Dabei erzielte er ein Fifty (55 Runs) bei der Vorrunden-Niederlage gegen England. Im Sommer 2014 reiste Sri Lanka nach England und konnte auch dank Dilshan, der der wichtigste Run-Scorer der sri-lankischen Mannschaft war die ODI-Serie 3–2 gewinnen. Dabei erzielte er zwei Fifties (88 und 71 Runs). In dessen Anschluss unterzeichnete er mit Surrey erstmals einen Vertrag für ein englisches Team. Daheim spielte er zwischenzeitlich gegen Südafrika und konnte dort im zweiten ODI mit 86 Runs und 3 Wickets für 40 Runs maßgeblich für den zwischenzeitlichen Ausgleich der Serie sorgen.

### Auf dem Weg zum World Cup 2015

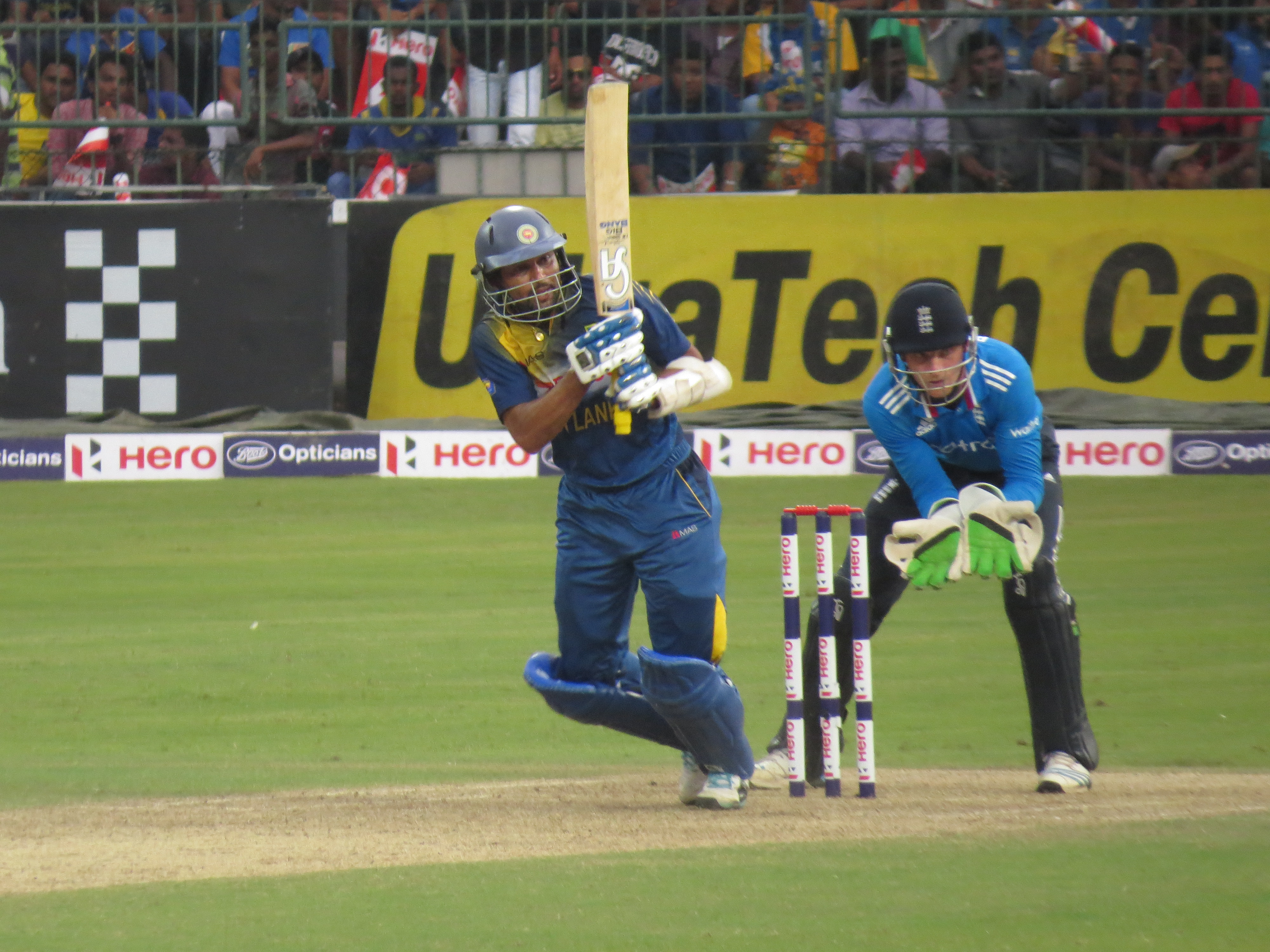
Dilshan gegen England in 2014 auf dem Weg zum Century

Bei der anschließenden Tour gegen Pakistan kam es zu einem Zwischenfall zwischen dem pakistanischen Batsman Ahmed Shehzad und Dilshan, als nach dem letzten ODI Shehzad Anspielungen auf Dilshan's religiöse Identität machte. Bei der Tour gegen England im Winter 2014/15 erhielt Dilshan in der sieben Match-ODI-Serie im ersten ODI eine Geldstrafe für übertriebenes Appellieren, Er erzielte in dem Spiel 88 Runs. Auch in den weiteren Spielen erzielte er kontinuierlich Runs für sein Team, und erreichte im sechsten ODI ein Fifty (66 Runs) und im letzten Spiel ein Century (101 Runs). In der letzten Tour vor der Weltmeisterschaft spielte er in Neuseeland ebenfalls eine Serie über sieben ODIs und konnte dort zwei Centuries (jeweils 116 Runs) und ein Fifty (88 Runs) erreichen.
Beim Cricket World Cup 2015, schied er im ersten Spiel gegen Afghanistan beim ersten Ball aus. Im zweiten Spiel dominierte er die gegnerische bangladeschische Mannschaft. Teils von Krämpfen geplagt konnte er mit 161* Runs seinen höchsten ODI-Score seiner Karriere erzielen und konnte noch 2 Wickets für 35 Runs als Bowler hinzufügen, was den wichtigen Sieg sicherte. Gegen England erzielte er 44 Runs und gegen Australien 62. Daraufhin erzielte er gegen Schottland ein weiteres Century (104 Runs), der sein letzter internationaler Century seiner Karriere sein sollte. Damit hatte sich Sri Lanka die Qualifikation für das Viertelfinale gesichert und traf dort auf Südafrika. Dort schied Dilshan, ohne einen Run zu erzielen aus und leitete so die Niederlage Sri Lankas ein.

### Ende seiner Karriere

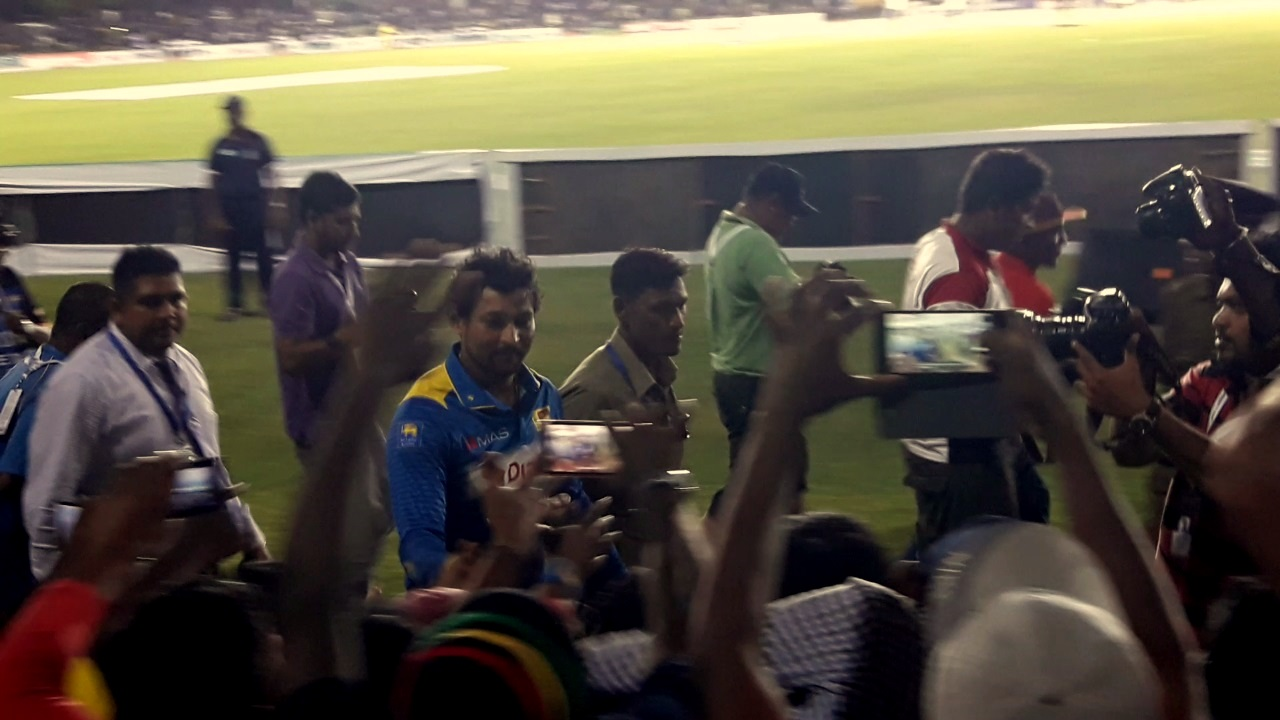
Dilshan beim Abschied nach seinem letzten ODI

Nach der Weltmeisterschaft unterzeichnete er einen Vertrag für Derbyshire. Daneben spielte er im Sommer 2015 eine Tour gegen Pakistan. Im letzten Spiel der fünf Match-Serie konnte er 62 Runs erzielen und übertraf dabei die 10.000 ODI-Run Marke. Er war der elfte Spieler dem dies gelang. Gegen die West Indies gelangen ihm zwei Fifties (56 und 52 Runs) in den beiden Twenty20 und ein Fifty im ersten ODI der Tour. Sein bestes Ergebnis in der ODI-Serie in Neuseeland waren 91 Runs im einzige Sieg der Serie für Sri Lanka. Vor der vorbereitenden Tour für zur World Twenty20 in Indien verletzte er sich an der Hand und dort und beim anschließenden Asia Cup konnte er nur mäßige Leistungen erzielen, wurde jedoch dennoch für die Weltmeisterschaft nominiert.
Sein letztes internationales Turnier, der ICC World Twenty20 2016 begann er im ersten Spiel mit 83* Runs gegen Afghanistan und sicherte so den Sieg. In den weiteren Spielen erzielte er nur wenige Runs und Sri Lanka schied somit in der Super 10 Runde aus. Nachdem er aus persönlichen Gründen eine Tour in England absagen musste, war die Tour gegen Australien im Sommer 2016 sein letzter internationaler Auftritt. Nachdem er nur geringe Run-Zahlen erreicht hatte, geriet er von Seiten der Selektoren unter Druck und erklärte vor dem letzten ODI mit 39 Jahren seinen Rücktritt.

## Nach der aktiven Karriere
Im November 2018 trat er der Partei Sri Lanka Podujana Peramuna von Ex-Staatspräsident Mahinda Rajapaksa ein und hoffte an der Parlamentswahl 2020 teilzunehmen. Jedoch wurde er überraschenderweise nicht von der Partei nominiert. Auch ist er an der Entwicklung eines Hotels beteiligt.